# 32019 Krithikaiyer
32019 Krithikaiyer este un asteroid din centura principală de asteroizi.

## Descriere
32019 Krithikaiyer este un asteroid din centura principală de asteroizi. A fost descoperit pe 29 aprilie 2000 la Socorro, New Mexico, în cadrul proiectului LINEAR. Asteroidul prezintă o orbită caracterizată de o semiaxă mare de 2,56 ua, o excentricitate de 0,09 și o înclinație de 2,0° în raport cu ecliptica.